# رهينفالدورن
رهينفالدورن (بالإنجليزية: Rheinwaldhorn)‏ هو أحد جبال سلسلة جبال الألب ليبونتيني ويقع في كانتون غراوبوندن/كانتون تيسينو في سويسرا. يحتل المرتبة رقم 76 في قائمة جبال سويسرا من حيث الارتفاع، إذ يبلغ ارتفاعه حوالي 3402 متر، بينما يبلغ ارتفاع نتوء الجبل 1337 متر، هذا وقد سجل أول وصول لقمة الجبل عام 1789.